# Cristo mostrato al popolo
Cristo mostrato al popolo è un dipinto del pittore veronese Paolo Farinati, realizzato con la tecnica della pittura a olio su tela, conservato presso il museo di Castelvecchio a Verona. Sulla tela compare la firma dell'autore e la data 1562.
Lo storico Bartolomeo Dal Pozzo parla del dipinto come "opera rara" raccontando che nel 1718 si trovasse presso la casa Sanguinetti a Verona. Almeno dal 1851 è di proprietà del nobile Cesare Bernasconi per poi passare, attraverso un legato testamentario, alle collezioni civiche del comune di Verona per essere, visto il suo innegabile pregio, esposto al pubblico.
Due sono i restauri conosciuti a cui l'opera è stata sottoposta nel tempo: il primo nel 1946 allo scopo di rimuovere le vernici deteriorate e consolidarne il colore, il secondo nel 1988 in occasione della mostra "Veronese e Verona".
Il tema del dipinto, Ecce Homo, non è infrequente nella produzione del Farinati che lo riprenderà più volte nel corso della sua attività, tuttavia questa versione è considerata dalla maggior parte degli storici dell'arte come una delle migliori.
La tela rappresenta un punto importante nell'evoluzione artistica di Paolo in quanto qui è evidente come l'autore avesse ancora una volta mutato il suo stile rivendendo i prestiti michelangioleschi a fronte di una riscoperta della tradizione veronese. Lo stile dimostra infatti un'inedita intensa attenzione verso la pittura veneziana e in particolare a quella del concittadino e amico Paolo Veronese, da tempo trasferitosi in laguna, a cui dedica più di una citazione nella rappresentazione dell'architettura che fa da sfondo e nel gesto del personaggio in primo piano che indica il Cristo. Anche lo stile del Tintoretto fu di sicura influenza per l'opera mentre il modo di ritrarre la folla dimostra la piena adesione del Farinati alla corrente manierista.
L'opera è considerata una delle tele più celebri dell'artista veronese, «costituendo una sorta di programma artistico a cui il Farinati si manterrà sostanzialmente fedele» e di cui è stato sottolineato «l'impareggiabile espressione di dolcissima pietà di Cristo verso i persecutori».